# Grigorij Tikunow
Grigorij Jakowlewicz Tikunow (ros. Григорий Яковлевич Тикунов, ur. 23 grudnia 1915?/5 stycznia 1916 we wsi Lubimowka obecnie w rejonie masziwskim w obwodzie połtawskim, zm. 23 czerwca 1972 w Połtawie) – radziecki wojskowy, kapitan, Bohater Związku Radzieckiego (1945).

## Życiorys
W 1932 ukończył niepełną szkołę średnią, później technikum kolejowe w Połtawie, pracował w kołchozie. W 1937 został powołany do Armii Czerwonej, w 1941 ukończył szkołę wojskowo-polityczną w Charkowie. Od 1939 należał do WKP(b). Od stycznia 1942 uczestniczył w wojnie z Niemcami, w 1944 skończył szkołę wojsk pancernych w Kazaniu. Walczył na Froncie Briańskim, Woroneskim, Południowo-Zachodnim i 1 Białoruskim, był dwukrotnie ranny. Jako dowódca kompanii czołgów 36 Brygady Pancernej 11 Korpusu Pancernego 69 Armii 1 Frontu Białoruskiego w stopniu kapitana brał udział w walkach na terytorium Polski, w tym w walkach o Radom 15-16 stycznia 1945, w którym wraz z kompanią opanował stację kolejową. Później uczestniczył w natarciu z Łodzi w kierunku na Poznań i walkach w rejonie Poznania, następnie w natarciu w kierunku na Odrę i w operacji berlińskiej. w walkach nad Odrą został ranny. W 1947 został zwolniony do rezerwy, mieszkał i pracował w Połtawie do 1967.

## Odznaczenia
- Złota Gwiazda Bohatera Związku Radzieckiego (27 lutego 1945)
- Order Lenina
- Order Wojny Ojczyźnianej I klasy
- Order Czerwonej Gwiazdy

I medale.